# Хукар
Ху́кар (Шу́кер; исп. Júcar; кат. Xúquer) — река в Испании. Протекает от горного массива Универсалес до Кульеры, и впадает в Средиземное море в Валенсийском заливе. Течение реки проходит через города Куэнка, Алькала-де-Хукар, Кофрентес, Альсира, Суэка и Кульера.

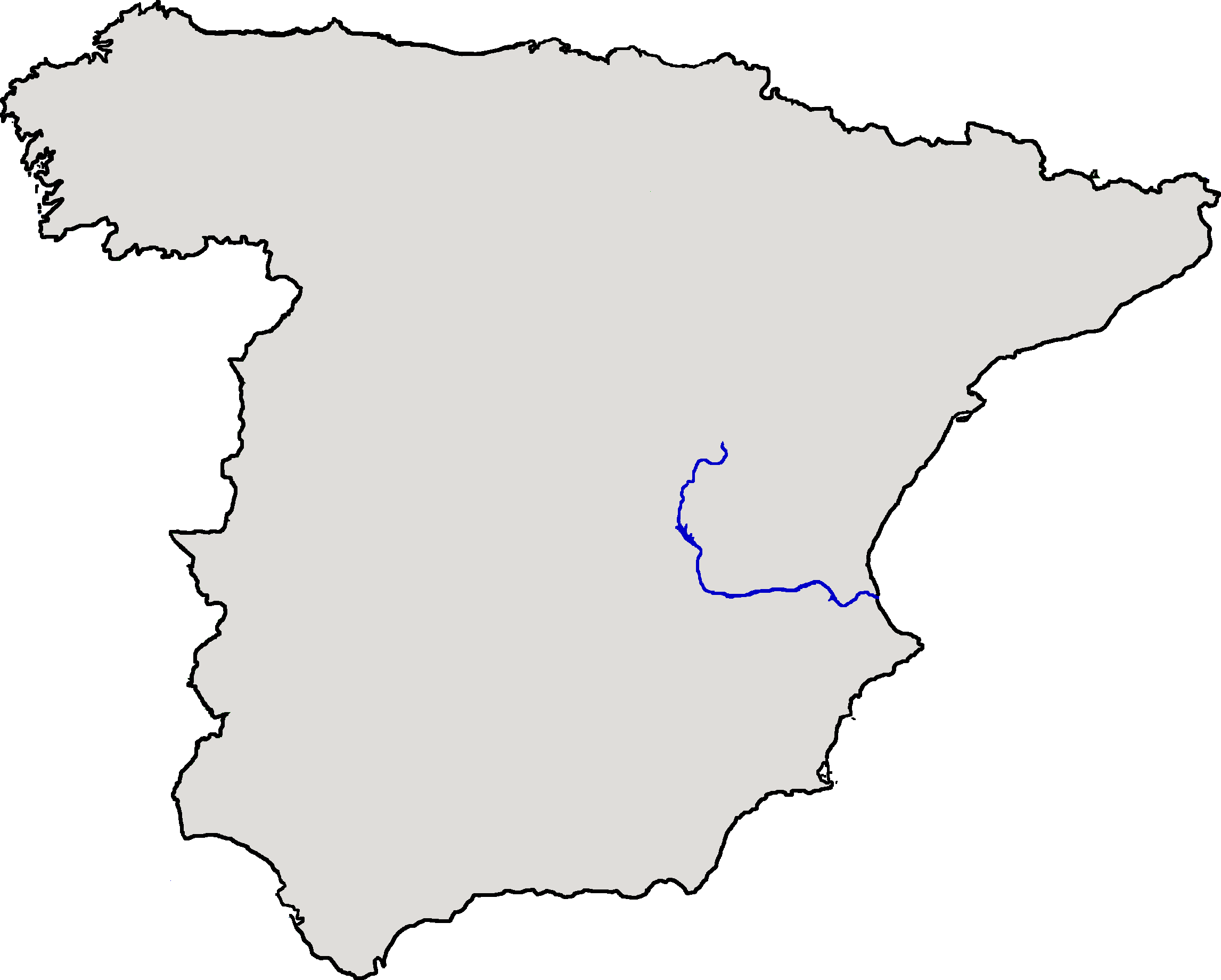
Расположение реки Хукар

Длина реки составляет около 509 км, площадь водосборного бассейна 22 436 км².
Наиболее важным притоком является река Кабриэль. В 1982 году река Хукар прорвала водохранилище в муниципалитете Тоус, что вызвало крупнейшее в истории Испании наводнение. Объём составлял около 16 000 кубометров в секунду, а число жертв превысило 30 человек.
В античный период называлась Сукрон (греч. Σούκρων). Именно возле этих мест в 75 году до н. э. Гней Помпей Магн был разгромлен серторианцами.